# DOOR (荒井麻珠の曲)
「DOOR」（ドア）は荒井麻珠の2枚目のシングル。2020年5月5日にM MUSICから発売。

## 概要
- 前作、「Find MySelf!」から約5ヶ月ぶりとなるシングル。また、前作同様「Type A」「Type B」の2形態でリリースされる。
- DOORはテレビ東京系「ゾイドワイルドZERO」の2期エンディングテーマとして起用され、自身初のタイアップとなった。
- 5月4日付オリコンデイリーランキングで2位、5月18日付オリコン週間ランキングで6位を記録し、前作を上回る順位を獲得した。

## 収録曲

### A Type
1. DOOR
作詞：Junxix./17/Mr.Routine/Keisuke Koyama、作曲：Junxix.、編曲：Keisuke Koyama
2. SMiLE
作詞作曲 : Junxix.、編曲 : かずぼーい.
3. Rock with me
作詞 : Junxix.、作曲 : 17/GEIST/Goku、編曲 : GEIST
4. DOOR（instrumental）

### B Type
1. DOOR
2. Rock with me
3. college、
作詞作曲 : Junxix.、編曲 : かずぼーい.
4. DOOR（instrumental）